# Ron Michels
Ronny Martinus Maria „Ron“ Michels (* 23. Juli 1965 in Tilburg) ist ein niederländischer Badmintonspieler. 

## Karriere
Ron Michels nahm 1996 im Herreneinzel und im Mixed an Olympia teil. Er wurde dabei 33. Einzel und 9. im Mixed. Bei der Europameisterschaft des gleichen Jahres gewann er Bronze im gemischten Doppel mit seiner Olympiapartnerin Erica van den Heuvel, womit sie den 3. Platz von 1994 verteidigten. 1992 hatte er bereits Bronze mit Sonja Mellink in der gleichen Disziplin gewonnen.

## Sportliche Erfolge
| Saison | Veranstaltung                      | Disziplin    | Platz | Name                               |
| ------ | ---------------------------------- | ------------ | ----- | ---------------------------------- |
| 1986   | Swiss Open                         | Herrendoppel | 1     | Ron Michels / Hendrik Rozemeijer   |
| 1988   | Amor International                 | Mixed        | 1     | Ron Michels / Paula Rip-Kloet      |
| 1990   | Amor International                 | Mixed        | 1     | Ron Michels / Sonja Mellink        |
| 1992   | Amor International                 | Mixed        | 1     | Ron Michels / Sonja Mellink        |
| 1992   | Europameisterschaft                | Mixed        | 3     | Ron Michels / Sonja Mellink        |
| 1993   | Niederlande: Einzelmeisterschaften | Herrendoppel | 1     | Chris Bruil / Ron Michels          |
| 1994   | Niederlande: Einzelmeisterschaften | Mixed        | 1     | Ron Michels / Erica van den Heuvel |
| 1994   | Europameisterschaft                | Mixed        | 3     | Ron Michels / Erica van den Heuvel |
| 1995   | German Open                        | Mixed        | 1     | Ron Michels / Erica van den Heuvel |
| 1995   | Niederlande: Einzelmeisterschaften | Mixed        | 1     | Ron Michels / Sonja Mellink        |
| 1995   | Niederlande: Einzelmeisterschaften | Herrendoppel | 1     | Ron Michels / Quinten van Dalm     |
| 1996   | Niederlande: Einzelmeisterschaften | Mixed        | 1     | Ron Michels / Erica van den Heuvel |
| 1996   | Niederlande: Einzelmeisterschaften | Herrendoppel | 1     | Ron Michels / Quinten van Dalm     |
| 1996   | Olympia                            | Herreneinzel | 33    | Ron Michels                        |
| 1996   | Olympia                            | Mixed        | 9     | Ron Michels / Erica van den Heuvel |
| 1996   | Europameisterschaft                | Mixed        | 3     | Ron Michels / Erica van den Heuvel |